# MorphOS
MorphOS – 32-bitowy system operacyjny dla komputerów Pegasos, Amiga wyposażonych w procesory z rodziny PowerPC (BlizzardPPC, CyberStormPPC), Efika oraz szerokiej gamy starszych komputerów firmy Apple Inc. z procesorami PowerPC.

Oparty jest na własnościowym jądrze Quark, ale zawiera wiele elementów z innych projektów, w szczególności oparty na elementach systemu AROS podsystem emulacji systemu AmigaOS 3.1 – ABox. Podsystem ten umożliwia uruchamianie aplikacji stworzonych dla systemu AmigaOS 3.x i skompilowanych dla procesorów Motoroli z rodziny M68000 oraz PowerPC (obsługiwany jest zarówno podsystem WarpOS jak i PowerUP), o ile nie odwołują się one bezpośrednio do układów specjalizowanych użytych w „klasycznych” modelach Amig (jak np. układy graficzne AGA). „Wsteczna kompatybilność” API MorphOSa z systemem AmigaOS 3.x umożliwia relatywnie proste przeportowanie aplikacji z Amigi na ten system. Część programów oryginalnie napisanych dla AmigaOS jest obecnie rozwijana dla systemu MorphOS.

Architektura systemu

Rozwój systemu MorphOS był początkowo finansowany przez firmę Genesi, producenta płyt głównych Pegasos. Pod koniec 2003 roku firma wycofała się ze wsparcia finansowego projektu. Następnie system rozwijany był hobbystycznie przez dotychczasowy zespół programistów. Od wersji 2.0 MorphOS stał się oprogramowaniem komercyjnym (płatnym).
Do wersji 1.4.5 system rozwijany był równolegle dla Amig wyposażonych w procesory z rodziny PowerPC (BlizzardPPC, CyberStormPPC). Wersja 2.x nie zapewnia już obsługi tej architektury sprzętowej, a jedynie platformy Pegasos, Efika od wersji 2.4 również Mac mini w wersji z procesorami PowerPC, od wersji 2.5 eMac, oraz od wersji 2.6 Power Mac G4. Wersja 3.0 przyniosła obsługę laptopów PowerBook G4. W wersji 3.2 z kolei do gamy obsługiwanych komputerów dołączyły iBooki, oraz, po raz pierwszy, komputery z procesorami PowerPC G5 (wybrane modele komputerów Power Mac G5). W wersji 3.8 dodano obsługę płyty Sam460. W wersji 3.10 pojawiła się obsługa płyty X5000.